# Indigofera diphylla
Indigofera diphylla är en ärtväxtart som beskrevs av Étienne Pierre Ventenat. Indigofera diphylla ingår i släktet indigosläktet, och familjen ärtväxter. Inga underarter finns listade i Catalogue of Life.